# Hounsfield
Hounsfield – miasto w Stanach Zjednoczonych, w stanie Nowy Jork, w hrabstwie Jefferson.